# Kærlighed (film fra 2024)
Kærlighed (norsk titel: Kjærlighet) eller Kærlighed (Sex) (Drømme) er en norsk film fra 2024, der er instrueret af Dag Johan Haugerud, der også har skrevet manuskriptet. Filmen handler om lægen Marianne og sygeplejeren Tor og udviklingen i hvert af deres sexliv med forskellige partnere, som de løbende fortæller hinanden om på deres fælles arbejdsplads.
Filmen er tredje del af en trilogi fra Haugerud, der også omfatter filmene Sex og Drømme. Filmene kan dog ses uafhængigt af hinanden, men har overlappende temaer, og enkelte figurer går igen i alle tre film.
Filmen fik verdenspremiere under Filmfestivalen i Venedig i september 2024 og norsk biografpremiere 25. december samme år. I Danmark fik den almindelig biografpremiere i august 2025 og fik generelt meget fine anmeldelser i de danske medier.

## Handling
Urologen Marianne (Andrea Bræin Hovig) og sygeplejeren Tor (Tayo Citadella Jacobsen), der begge arbejder på Oslo universitetssykehus, fortæller sideløbende med deres arbejde hinanden om deres eget liv og sexliv. Marianne bliver inspireret af Tors fortællinger til at udforske friere forhold med alle de komplikationer, sådan et forhold kan medføre. Tor, som normalt finder sine mandlige sexpartnere via appen Grindr, træffer en dag den ældre psykolog Bjørn (spillet af  Lars Jacob Holm). Bjørn virker ikke umiddelbart interesseret, men dukker alligevel efterfølgende flere gange op i Tors tilværelse.

## Medvirkende
- Andrea Bræin Hovig – Marianne
- Tayo Citadella Jacobsen – Tor
- Marte Engebrigtsen
- Thomas Gullestad
- Lars Jacob Holm
- Morten Svartveit

## Del af trilogi
Kærlighed  er tredje del af en trilogi fra Haugerud, der også omfatter filmene Sex og Drømme. Filmene behandler seksualitet og identitet ud fra tre vidt forskellige Oslo-historier. Hver af filmene har sin egen historie og nye hovedpersoner, men de er bundet sammen af et fælles overordnet tema, foregår i samme miljø i Oslo, og enkelte figurer optræder i alle tre film. Det gælder blandt andet en populær psykolog, der spilles af Lars Jacob Holm. Sex havde dansk premiere i 2024, og Drømme i marts 2025.

## Modtagelse

### Danmark
Filmmagasinet Ekko gav filmen fem ud af seks stjerner og skrev, at den var et flot punktum for Haugeruds hyldest-trilogi til moderne kærlighed, lyst og Oslo, og at hele trilogien var et hovedværk i moderne norsk filmkunst. I Berlingske fik filmen topkarakteren seks stjerner og blev beskrevet som fremragende, mesterligt beskrevet og "den bedste datefilm, man kan forestille sig. Særligt hvis man vil med hinanden hjem". I Politiken gav Kim Skotte tilsvarende maksimale seks hjerter, kaldte filmen mesterlig og fremhævede Haugeruds varme omfavnelse af det menneskelige bliks mange facetter.